# II Divisão B de 2012–13
A época de 2012–13 foi a última temporada com o atual modelo para o terceiro nível do futebol português. Esta foi a sua 69ª edição. O Campeonato Nacional da II Divisão era o primeiro nível não profissional do futebol português.
Quarenta e oito equipas participaram nesta prova, distribuídas por três grupos de dezasseis equipas, disputado a duas voltas.
Os mais bem classificados de cada grupo foram: GD Chaves (Norte), Ac. Viseu (Centro) e Farense (Sul), conseguindo assim a promoção à Segunda Liga de 2013–14.
Entre os dias 10 e 12 de Maio, os 3 clubes disputaram um mini-torneio no Estádio do Restelo no sistema todos contra todos a uma volta.
O GD Chaves venceu o torneio e sagrou-se campeão da II Divisão.

## Zona Norte

### Equipas Participantes
| Zona Norte | Zona Norte   | Zona Norte                        | Zona Norte                     | Zona Norte    | Zona Norte | Zona Norte           |
| Pos.       | Equipa       | Cidade                            | Estádio                        | Época 2011-12 | Presenças  | Melhor Classificação |
| ---------- | ------------ | --------------------------------- | ------------------------------ | ------------- | ---------- | -------------------- |
| 1º         | Chaves       | Chaves                            | Municipal de Chaves            | 1º            | 9          | 1º                   |
| 2º         | Ribeirão     | Ribeirão (Vila Nova de Famalicão) | do Passal                      | 6º            | 13         | 2º (antes 4º)        |
| 3º         | Mirandela    | Mirandela                         | São Sebastião                  | 4º            | 4          | 3º (antes 4º)        |
| 4º         | Vizela       | Vizela                            | do Vizela                      | 11º           | 16         | 1º                   |
| 5º         | Limianos     | Ponte de Lima                     | do Cruzeiro                    | 5º            | 3          | 5º                   |
| 6º         | Tirsense     | Santo Tirso                       | Abel Alves de Figueiredo       | 7º            | 12         | 1º                   |
| 7º         | Famalicão    | Famalicão                         | Municipal 22 de Junho          | 9º            | 17         | 1º                   |
| 8º         | Varzim       | Póvoa de Varzim                   | do Varzim                      | 1º            | 9          | 1º                   |
| 9º         | Fafe         | Fafe                              | Parque Municipal dos Desportos | 2º            | 16         | 2º                   |
| 10º        | Boavista     | Porto                             | do Bessa                       | 4º            | 9          | 1º                   |
| 11º        | Amarante     | Amarante                          | Municipal de Amarante          | 5º            | 7          | 5º                   |
| 12º        | Gondomar     | Gondomar                          | de S. Miguel                   | 7º            | 10         | 1º                   |
| 13º        | Vilaverdense | Vila Verde                        | Cruz do Reguengo               | III Div.      | 3          | 5º                   |
| 14º        | Joane        | Joane                             | de Barreiros                   | III Div.      | 3          | 14º                  |
| 15º        | Infesta      | São Mamede de Infesta             | Parque de Jogos Manuel Ramos   | III Div.      | 15         | 2º                   |
| 16º        | Padroense    | Senhora da Hora                   | do Padroense                   | 11º           | 5          | 1º                   |

### Classificação
|     | Equipa       | Pts | J  | V  | E  | D  | GM | GS | +/- | Notas                                  |
| --- | ------------ | --- | -- | -- | -- | -- | -- | -- | --- | -------------------------------------- |
| 1º  | Chaves       | 58  | 30 | 16 | 10 | 4  | 43 | 21 | +22 | Promoção à Segunda Liga de 2013–14     |
| 2º  | Ribeirão     | 55  | 30 | 15 | 10 | 5  | 43 | 24 | +19 |                                        |
| 3º  | Mirandela    | 53  | 30 | 15 | 8  | 7  | 41 | 29 | +12 |                                        |
| 4º  | Vizela       | 51  | 30 | 14 | 9  | 7  | 41 | 29 | +12 |                                        |
| 5º  | Limianos     | 45  | 30 | 12 | 9  | 9  | 33 | 30 | +3  |                                        |
| 6º  | Tirsense     | 45  | 30 | 11 | 12 | 7  | 35 | 32 | +3  |                                        |
| 7º  | Famalicão    | 43  | 30 | 11 | 10 | 9  | 42 | 35 | +7  |                                        |
| 8º  | Varzim       | 40  | 30 | 8  | 16 | 6  | 31 | 26 | +5  |                                        |
| 9º  | Fafe         | 40  | 30 | 10 | 10 | 10 | 37 | 33 | +4  |                                        |
| 10º | Boavista     | 38  | 30 | 9  | 11 | 10 | 44 | 40 | +4  |                                        |
| 11º | Amarante     | 33  | 30 | 7  | 12 | 11 | 30 | 33 | -3  |                                        |
| 12º | Gondomar     | 33  | 30 | 7  | 12 | 11 | 25 | 27 | -2  |                                        |
| 13º | Vilaverdense | 33  | 30 | 7  | 12 | 11 | 22 | 36 | -14 | Despromoção aos campeonatos distritais |
| 14º | Joane        | 28  | 30 | 7  | 7  | 16 | 27 | 48 | -21 | Despromoção aos campeonatos distritais |
| 15º | Infesta      | 25  | 30 | 7  | 4  | 19 | 30 | 51 | -21 | Despromoção aos campeonatos distritais |
| 16º | Padroense    | 21  | 30 | 5  | 6  | 19 | 23 | 53 | -30 | Despromoção aos campeonatos distritais |

## Zona Centro

### Equipas Participantes
| Zona Centro | Zona Centro     | Zona Centro         | Zona Centro                              | Zona Centro     | Zona Centro | Zona Centro          |
| Pos.        | Equipa          | Cidade              | Estádio                                  | Época 2011-2012 | Presenças   | Melhor Classificação |
| ----------- | --------------- | ------------------- | ---------------------------------------- | --------------- | ----------- | -------------------- |
| 1º          | Ac. Viseu       | Viseu               | do Fontelo                               | III Div.        | 14          | 1º                   |
| 2º          | Cinfães         | Cinfães             | Municipal Prof. Cerveira Pinto           | 8º              | 2           | 8º                   |
| 3º          | Operário        | Lagoa (Açores)      | João Gualberto Borges Arruda             | 3º              | 13          | 2º                   |
| 4º          | SC Espinho      | Espinho             | Comendador Manuel Violas                 | 2º              | 16          | 1º                   |
| 5º          | Benfica CB      | Castelo Branco      | Municipal Vale do Romeiro                | III Div.        | 9           | 5º (antes 9º)        |
| 6º          | Pampilhosa      | Pampilhosa do Botão | Germano Godinho                          | III Div.        | 10          | 2º                   |
| 7º          | Sousense        | Foz do Sousa        | 1º de Dezembro                           | III Div.        | 1           | -                    |
| 8º          | Anadia          | Anadia              | Municipal Engº Sílvio Henriques Cerveira | 10º             | 4           | 8º (antes 9º)        |
| 9º          | São João de Ver | São João de Ver     | do São João de Ver                       | 6º              | 6           | 6º                   |
| 10º         | Coimbrões       | Vila Nova de Gaia   | Parque Silva Matos                       | 9º              | 3           | 9º                   |
| 11º         | Nogueirense     | Nogueira do Cravo   | Santo António                            | III Div.        | 1           | -                    |
| 12º         | Tourizense      | Touriz              | Visconde do Vinhal                       | 10º             | 10          | 2º                   |
| 13º         | Cesarense       | Cesar               | Mergulhão                                | III Div.        | 2           | 13º (antes 15º)      |
| 14º         | Bustelo         | Oliveira de Azeméis | Quinta do Côvo                           | III Div.        | 1           | -                    |
| 15º         | Lusitânia       | Angra do Heroísmo   | João Paulo II                            | III Div.        | 10          | 11º                  |
| 16º         | Tocha           | Tocha               | Complexo Desportivo da Tocha             | III Div.        | 1           | -                    |

### Classificação
|     | Equipa          | Pts | J  | V  | E  | D  | GM | GS | +/- | Notas                                  |
| --- | --------------- | --- | -- | -- | -- | -- | -- | -- | --- | -------------------------------------- |
| 1º  | Ac. Viseu       | 58  | 30 | 16 | 10 | 4  | 47 | 21 | +26 | Promoção à Segunda Liga de 2013–14     |
| 2º  | Cinfães         | 53  | 30 | 14 | 11 | 5  | 50 | 31 | +19 |                                        |
| 3º  | Operário        | 48  | 30 | 13 | 9  | 8  | 44 | 33 | +11 |                                        |
| 4º  | SC Espinho      | 48  | 30 | 13 | 9  | 8  | 36 | 32 | +4  |                                        |
| 5º  | Benfica CB      | 46  | 30 | 12 | 10 | 8  | 44 | 33 | +11 |                                        |
| 6º  | Pampilhosa      | 46  | 30 | 13 | 7  | 10 | 42 | 38 | +4  |                                        |
| 7º  | Sousense        | 41  | 30 | 10 | 11 | 9  | 37 | 34 | +3  |                                        |
| 8º  | Anadia          | 40  | 30 | 12 | 4  | 14 | 31 | 38 | -7  |                                        |
| 9º  | São João de Ver | 40  | 30 | 11 | 7  | 12 | 35 | 39 | -4  |                                        |
| 10º | Coimbrões       | 37  | 30 | 8  | 13 | 9  | 35 | 41 | -6  |                                        |
| 11º | Nogueirense     | 36  | 30 | 9  | 9  | 12 | 34 | 39 | -5  |                                        |
| 12º | Tourizense      | 35  | 30 | 8  | 11 | 11 | 27 | 31 | -4  |                                        |
| 13º | Cesarense       | 34  | 30 | 8  | 10 | 12 | 28 | 35 | -7  | Despromoção aos campeonatos distritais |
| 14º | Bustelo         | 31  | 30 | 6  | 13 | 11 | 32 | 41 | -9  | Despromoção aos campeonatos distritais |
| 15º | Lusitânia       | 29  | 30 | 6  | 11 | 13 | 38 | 50 | -12 | Despromoção aos campeonatos distritais |
| 16º | Tocha           | 20  | 30 | 3  | 11 | 16 | 24 | 48 | -24 | Despromoção aos campeonatos distritais |

## Zona Sul

### Equipas Participantes
| Zona Sul | Zona Sul        | Zona Sul      | Zona Sul                              | Zona Sul        | Zona Sul  | Zona Sul             |
| Pos.     | Equipa          | Cidade        | Estádio                               | Época 2011-2012 | Presenças | Melhor Classificação |
| -------- | --------------- | ------------- | ------------------------------------- | --------------- | --------- | -------------------- |
| 1º       | Farense         | Faro          | São Luís                              | III Div.        | 11        | 1º                   |
| 2º       | Mafra           | Mafra         | Doutor Mário Silveira                 | 7º              | 13        | 2º                   |
| 3º       | Torreense       | Torres Vedras | Parque de Jogos Manuel Marques        | 2º              | 22        | 1º                   |
| 4º       | Sertanense      | Sertã         | Campo de Jogos Dr. Marques dos Santos | 8º              | 5         | 4º (antes 5º)        |
| 5º       | Oriental        | Lisboa        | Campo Engenheiro Carlos Salema        | 3º              | 22        | 1º                   |
| 6º       | 1° de Dezembro  | Sintra        | Conde de Sucena                       | 11º             | 2         | 6º (antes 11º)       |
| 7º       | União de Leiria | Leiria        | Campo da Charneca                     | I Liga          | 5         | 1º                   |
| 8º       | Fátima          | Fátima        | Municipal de Fátima                   | 1º              | 15        | 1º                   |
| 9º       | Casa Pia        | Lisboa        | Pina Manique                          | III Div.        | 8         | 5º                   |
| 10º      | Pinhalnovense   | Pinhal Novo   | Santos Jorge                          | 5º              | 11        | 2º                   |
| 11º      | Louletano       | Loulé         | Estádio do Algarve                    | 6º              | 14        | 2º                   |
| 12º      | Quarteirense    | Quarteira     | Municipal de Quarteira                | III Div.        | 2         | 12º (antes 16º)      |
| 13º      | Futebol Benfica | Lisboa        | Francisco Lázaro                      | III Div.        | 1         | -                    |
| 14º      | Carregado       | Carregado     | José Lacerda Pinto Barreiros          | 4º              | 7         | 1º                   |
| 15º      | Oeiras          | Oeiras        | Municipal de Oeiras                   | III Div.        | 1         | -                    |
| 16º      | Ribeira Brava   | Ribeira Brava | CD da Madeira                         | 8º              | 9         | 6º                   |

### Classificação
|     | Equipa          | Pts | J  | V  | E  | D  | GM | GS | +/- | Notas                                  |
| --- | --------------- | --- | -- | -- | -- | -- | -- | -- | --- | -------------------------------------- |
| 1º  | Farense         | 65  | 30 | 19 | 8  | 3  | 38 | 21 | +17 | Promoção à Segunda Liga de 2013–14     |
| 2º  | Mafra           | 64  | 30 | 19 | 7  | 4  | 57 | 28 | +29 |                                        |
| 3º  | Torreense       | 52  | 30 | 15 | 7  | 8  | 39 | 31 | +8  |                                        |
| 4º  | Sertanense      | 51  | 30 | 15 | 6  | 9  | 44 | 31 | +13 |                                        |
| 5º  | Oriental        | 49  | 30 | 15 | 4  | 11 | 55 | 34 | +21 |                                        |
| 6º  | 1° de Dezembro  | 47  | 30 | 12 | 11 | 7  | 29 | 25 | +4  |                                        |
| 7º  | União de Leiria | 46  | 30 | 13 | 7  | 10 | 36 | 31 | +5  |                                        |
| 8º  | Fátima          | 43  | 30 | 13 | 4  | 13 | 36 | 31 | +5  |                                        |
| 9º  | Casa Pia        | 40  | 30 | 9  | 13 | 8  | 30 | 24 | +6  |                                        |
| 10º | Pinhalnovense   | 38  | 30 | 10 | 8  | 12 | 34 | 38 | -4  |                                        |
| 11º | Louletano       | 35  | 30 | 9  | 8  | 13 | 25 | 35 | -10 |                                        |
| 12º | Quarteirense    | 34  | 30 | 7  | 13 | 10 | 26 | 34 | -8  |                                        |
| 13º | Futebol Benfica | 31  | 30 | 8  | 7  | 15 | 36 | 55 | -19 | Despromoção aos campeonatos distritais |
| 14º | Carregado       | 24  | 30 | 5  | 9  | 16 | 34 | 51 | -17 | Despromoção aos campeonatos distritais |
| 15º | Oeiras          | 21  | 30 | 4  | 9  | 17 | 24 | 45 | -21 | Despromoção aos campeonatos distritais |
| 16º | Ribeira Brava   | 17  | 30 | 4  | 5  | 21 | 27 | 56 | -29 | Despromoção aos campeonatos distritais |

## Apuramento de Campeão
Os jogos da apuramento de campeão foram disputados no Estádio do Restelo, num sistema todos contra todos a uma só volta, realizados entre os dias 10 e 12 de Abril de 2013.
| Data                                       | Equipa    | Result. | Equipa  |
| ------------------------------------------ | --------- | ------- | ------- |
| 10-Abr                                     | Ac. Viseu | 0-1     | Chaves  |
| 11-Abr                                     | Chaves    | 2-2     | Farense |
| 12-Abr                                     | Ac. Viseu | 1-1     | Farense |
| Chaves Campeão Nacional II Divisão 2012-13 |           |         |         |